# Indigofera pellucida
Indigofera pellucida là một loài thực vật có hoa trong họ Đậu. Loài này được J.B.Gillett & Thulin miêu tả khoa học đầu tiên.